# スタンポット

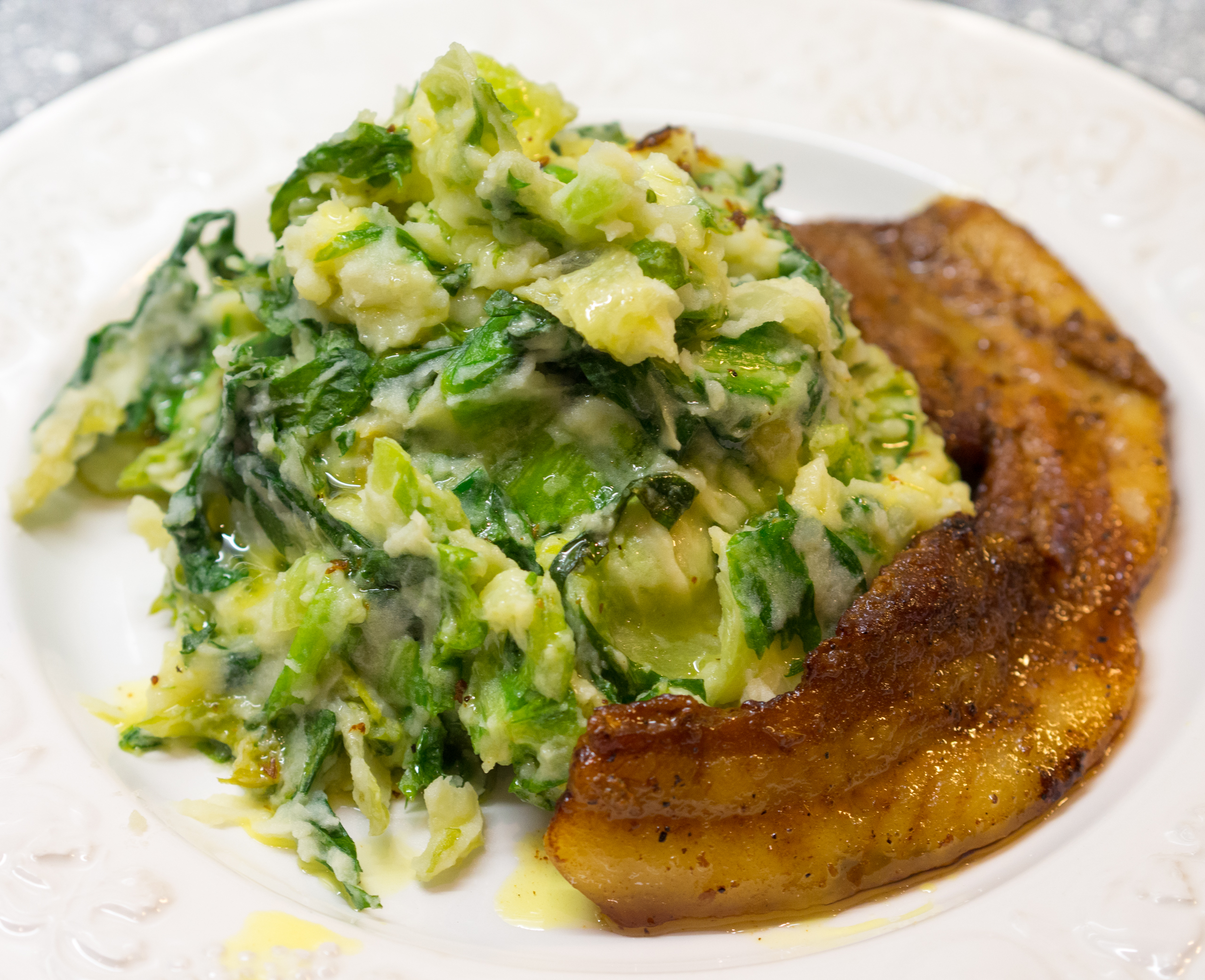
エンダイブとジャガイモのスタンポットと豚バラ肉のバターフライ

スタンポット（オランダ語: stamppot）は、伝統的なオランダの家庭料理。ジャガイモと野菜を茹でて、つぶした（マッシュした）料理である。
「ポット（pot）」は「鍋」の意で、「スタンプ（stamp）」はスタンプを押すように鍋の中で野菜やジャガイモを押しつぶす（マッシュする）ことに由来する。ニンジン入りのヒュッツポットもスタンポットの一種である。
オランダではスタンポットは夕食として食べられ、たっぷりとしたスタンポット、ソーセージ、スープで、いずれも塩のみの味付けで香辛料は用いないのが伝統的な夕食である。家庭料理であるため、各家庭によっても材料や調理法は異なるが、スタンポットそのものにはあまり味はついておらず、ソースを付けて食べるものである。
ヨーロッパにジャガイモが普及する以前は、パースニップが使われていたようである。

## ギャラリー

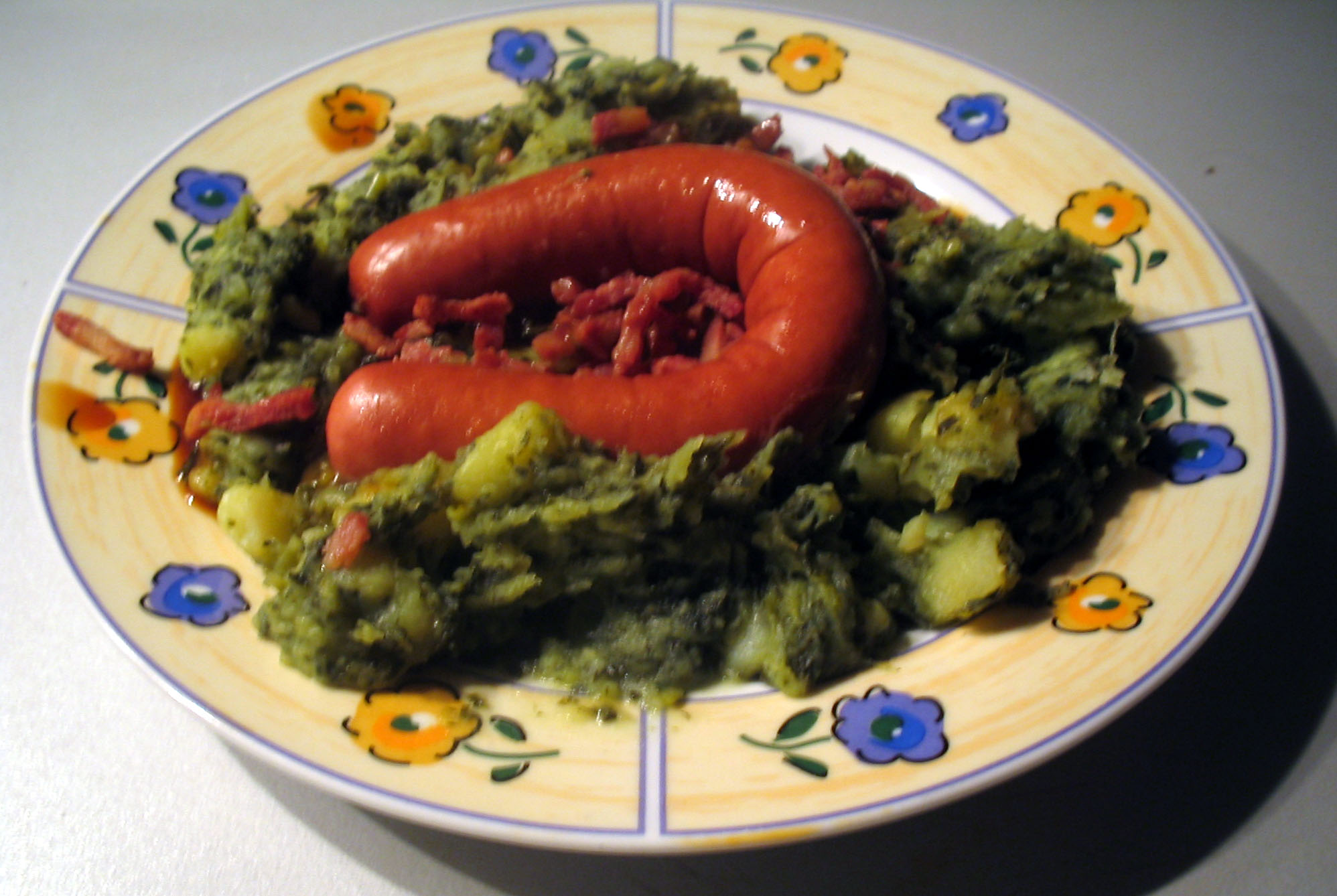
ケールのスタンポットとソーセージ
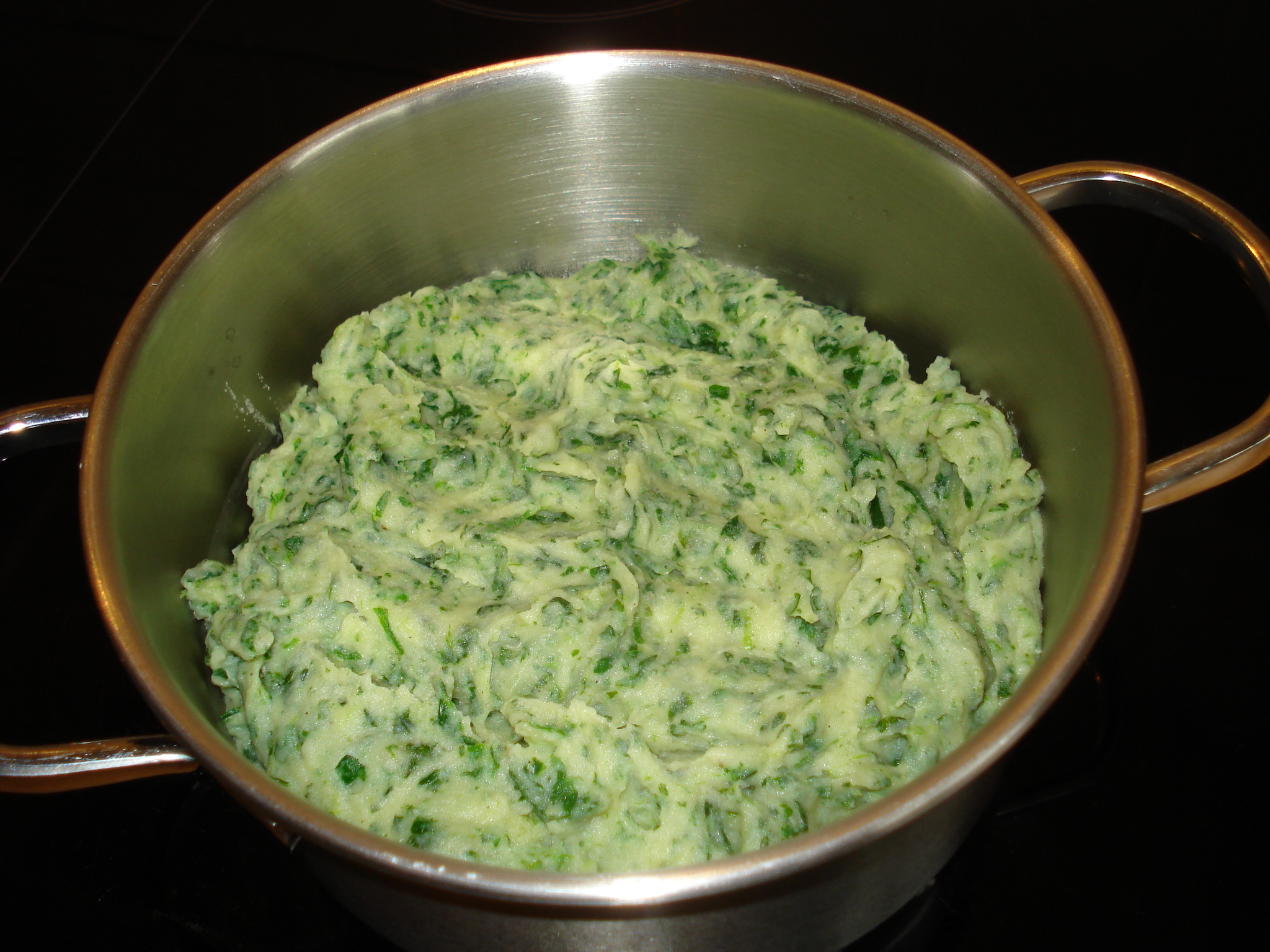
ホウレンソウのスタンポット
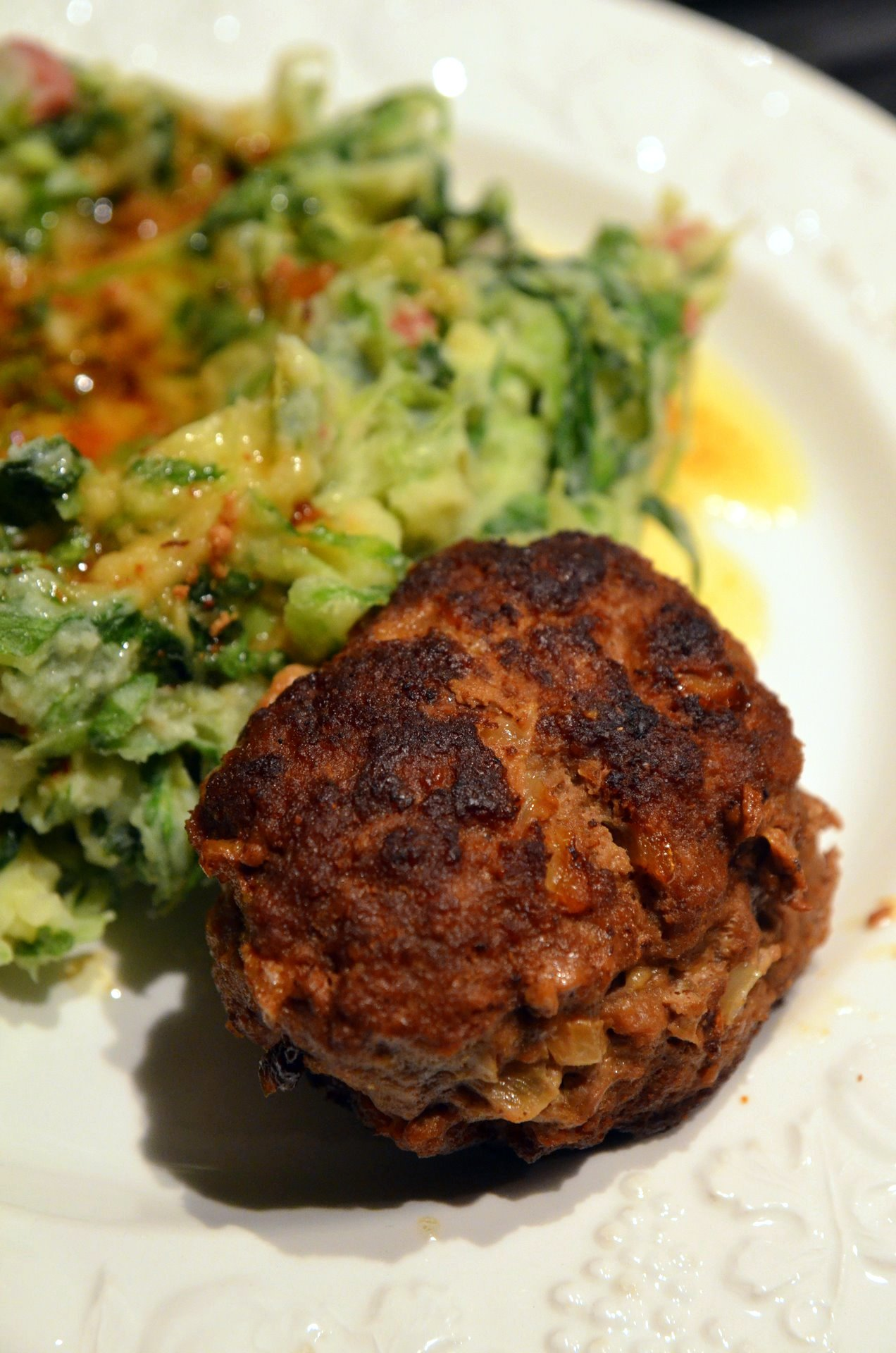
ヘハクトバルとエンダイブのスタンポット
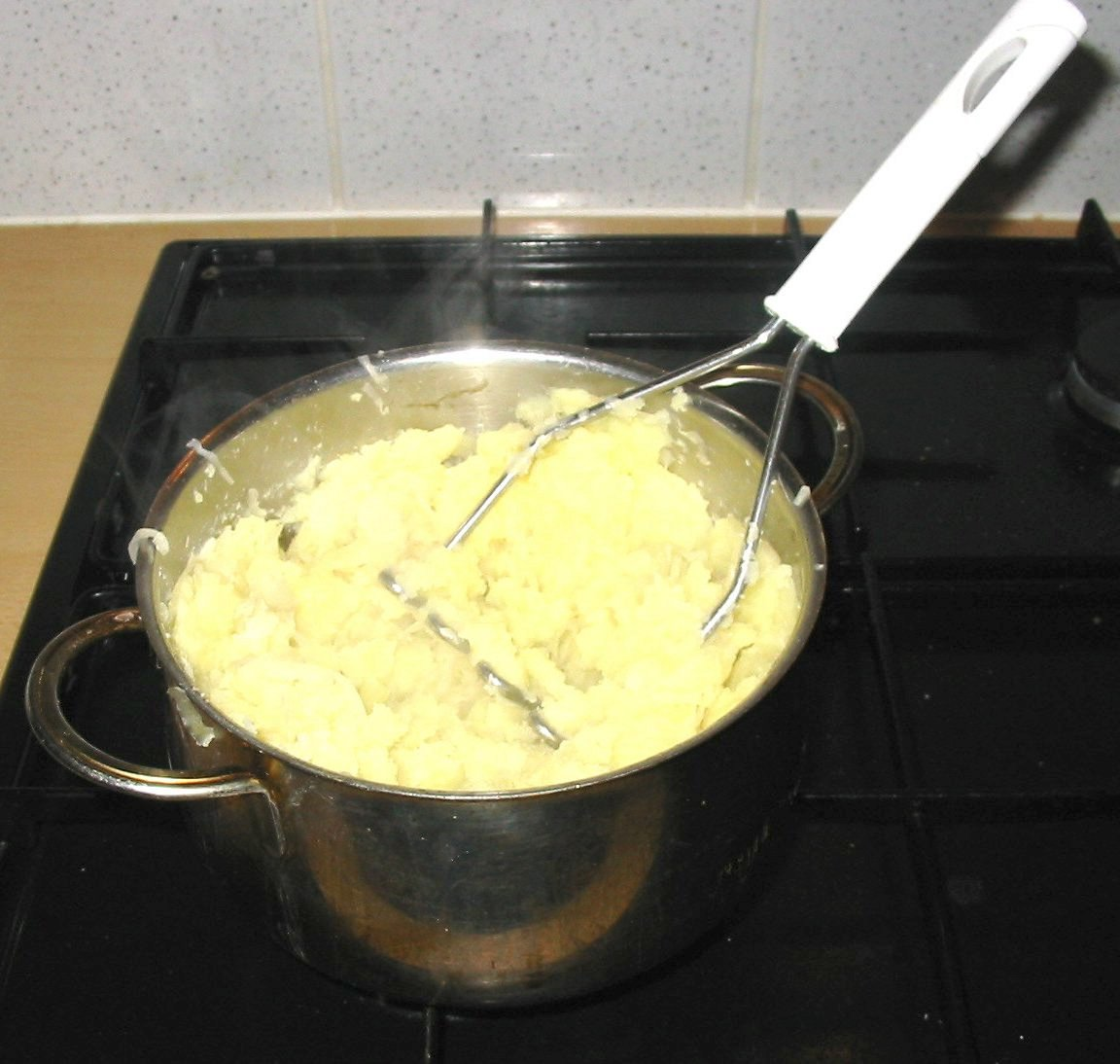
ザワークラウトで作っているところ
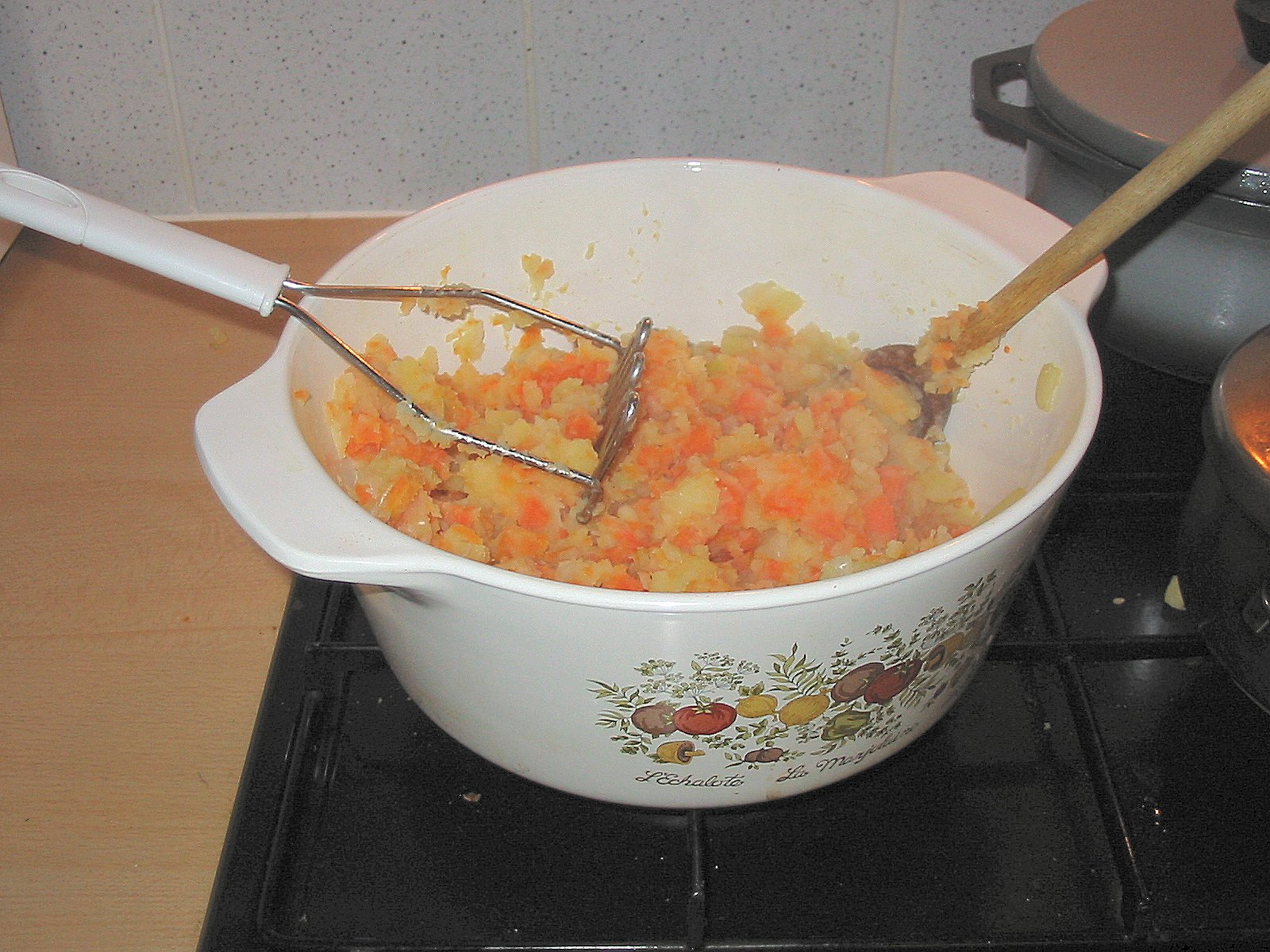
ヒュッツポットを作っているところ